# The Load
|  | Denne artikel er oprettet af botten PalnaBot ud fra en ekstern database. Den kan derfor have sproglige fejl eller mangler. Denne skabelon kan fjernes efter kontrol af indholdet. |

The Load er en kortfilm fra 2012 instrueret af Kristian Sønderby efter manuskript af Kristian Sønderby.

## Handling
En forretningsmand kører galt i Lapland, nord for Polarcirklen. Med en kuffert på slæb prøver han nu til fods at kæmpe sig vej gennem ødemarken for at nå frem sin destination. Men ved han egentlig, hvor det er han skal hen?